# Дун Фансяо
Дун Фанся́о (кит. упр. 董芳霄, пиньинь Dǒng Fāngxiāo) — китайская спортивная гимнастка.
Бронзовая медалистка в вольных упражнениях Финала Кубка мира по спортивной гимнастике.
На Олимпийских играх 2000 года в Сиднее в составе команды Китая завоевала бронзовую медаль. Но впоследствии, когда выяснилось, что реальная дата рождения Дун Фансяо не позволяла ей тогда выступать на Олимпийских играх, китайские гимнастки были этой медали за командное первенство лишены.